# Communauté de communes du Sud Corrézien
Die Communauté de communes du Sud Corrézien ist ein ehemaliger französischer Gemeindeverband mit der Rechtsform einer Communauté de communes im Département Corrèze in der Region Nouvelle-Aquitaine. Sie wurde am 20. Dezember 2002 gegründet und umfasste 13 Gemeinden. Der Verwaltungssitz befand sich im Ort Beaulieu-sur-Dordogne.

## Historische Entwicklung
Mit Wirkung vom 1. Januar 2017 fusionierte der Gemeindeverband mit 
- Communauté de communes du Pays de Beynat und
- Communauté de communes des Villages du Midi Corrézien

und bildete so die Nachfolgeorganisation Communauté de communes Midi Corrézien.

## Ehemalige Mitgliedsgemeinden
1. Astaillac
2. Beaulieu-sur-Dordogne
3. Bilhac
4. Brivezac
5. La Chapelle-aux-Saints
6. Chenailler-Mascheix
7. Liourdres
8. Nonards
9. Puy-d’Arnac
10. Queyssac-les-Vignes
11. Sioniac
12. Tudeils
13. Végennes